# Isaías Pimentel
Isaías Pimentel, detto Iyo (Curaçao, 16 febbraio 1933 – 26 giugno 2017), è stato un tennista venezuelano.

## Carriera
Attivo prima dell'era Open ha raggiunto i quarti di finale a Wimbledon 1961 dove è stato sconfitto in tre set da Mike Sangster, vanta un quarto di finale anche sulla terra rossa degli Internazionali d'Italia 1964.
Nonostante fosse nato a Curaçao ha sempre rappresentato il Venezuela, dal 1957 al 1966 ha fatto parte della squadra venezuelana di Coppa Davis giocando ventiquattro incontri e vincendone la metà.